# Broń odprzodowa

Schemat ładowania broni odprzodowej (w systemie rozdzielnego ładowania)

Broń odprzodowa – broń palna ładowana od strony wylotu lufy (od przodu). Pierwszy rodzaj broni palnej, używanej od początku jej wynalezienia po koniec XIX w. obejmując zarówno działa jak i broń strzelecką. Od połowy XIX w. wypierana przez broń odtylcową, aż do niemal całkowitego zaniku jej stosowania. Współcześnie broń odprzodową stanowią jedynie moździerze i niektóre typy granatników.

## Historia

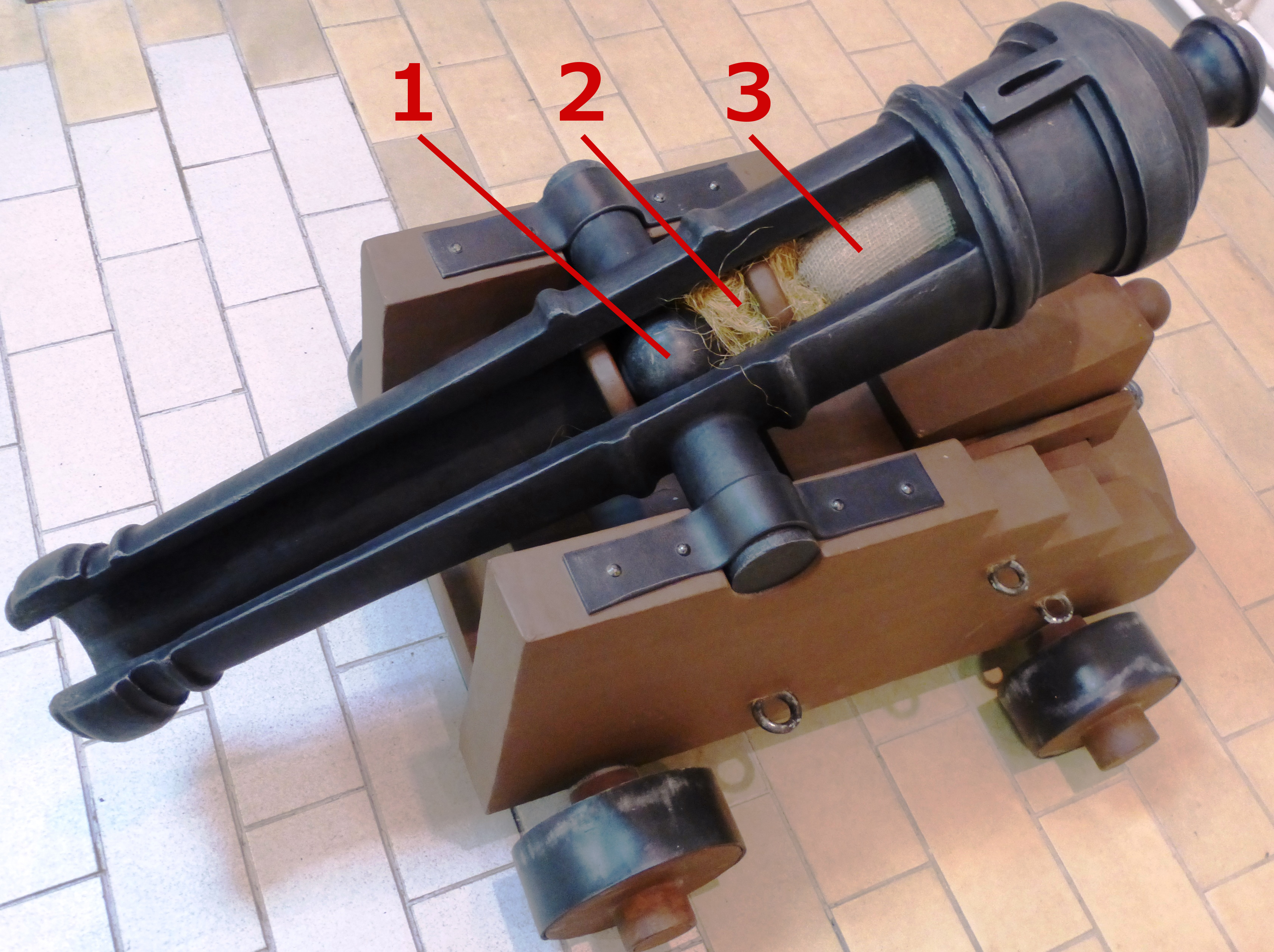
Przekrój załadowanej armaty odprzodowej. Widoczna:
1) kula armatnia
2) przybitka
3) worek z ładunkiem miotającym

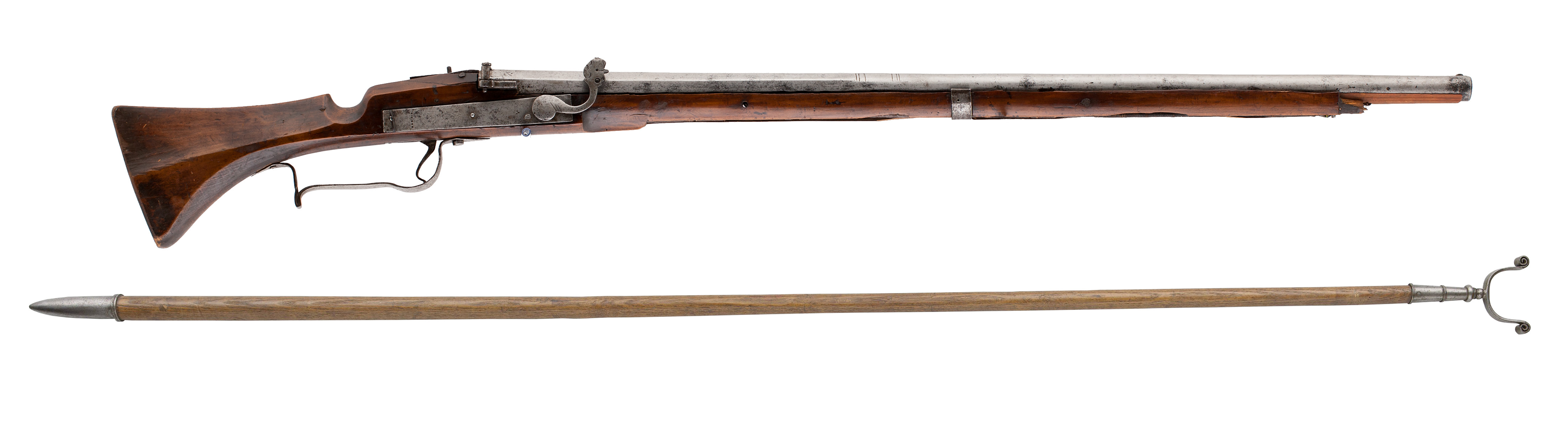
XVII w. Muszkiet, przykład historycznej strzeleckiej broni odprzodowej

Pierwotnie ładowanie broni odprzodowej opierało się na systemie rozdzielnym, co było bardzo czasochłonne. System ten wymagał umieszczenia kolejno w lufie wszystkich elementów jednostki amunicji koniecznej do oddania strzału: wsypania prochu, wciśnięcia przybitki, pocisku (ewentualnie uszczelnianego dodatkowo flejtuchem) i ubicia tych elementów stemplem. Z czasem system ten usprawniono wprowadzając gotowe pakiety w formie patronów, jednak nadal ładowanie tak skonstruowanej broni wymagało znacznego czasu.
Proces odpalania historycznej broni odprzodowej również nastręczał trudności. W zależności od typu broni, po załadowaniu lufy, należało jeszcze podsypać proch na panewce lub nałożyć kapiszon na kominek. Dopiero tak przygotowaną broń można było odpalić poprzez zapalenie prochu na panewce lub zbicie kapiszonu na kominku. Od XV w. zaczęto automatyzować czynność odpalenia, wprowadzając różne typy zamków (w kolejności):
- zamek lontowy
- zamek kołowy
- zamek skałkowy (niderlandzki, hiszpański, angielski, francuski)
- zamek kapiszonowy

W II połowie XIX w. broń odprzodowa zaczęła być bardzo szybko wypierana przez zyskującą popularność dalece nowocześniejszą broń odtylcową umożliwiającą stosowanie nabojów zespolonych, co ekstremalnie skracało czasochłonność procesu ładowania i upraszczało obsługę. W ciągu kilku dekad broń odprzodowa została niemal całkowicie wyparta z uzbrojenia, a konstrukcja ta przetrwała do dziś jedynie w kilku specyficznych rodzajach broni (jak moździerze i granatniki), wykorzystujących jednak naboje zespolone.

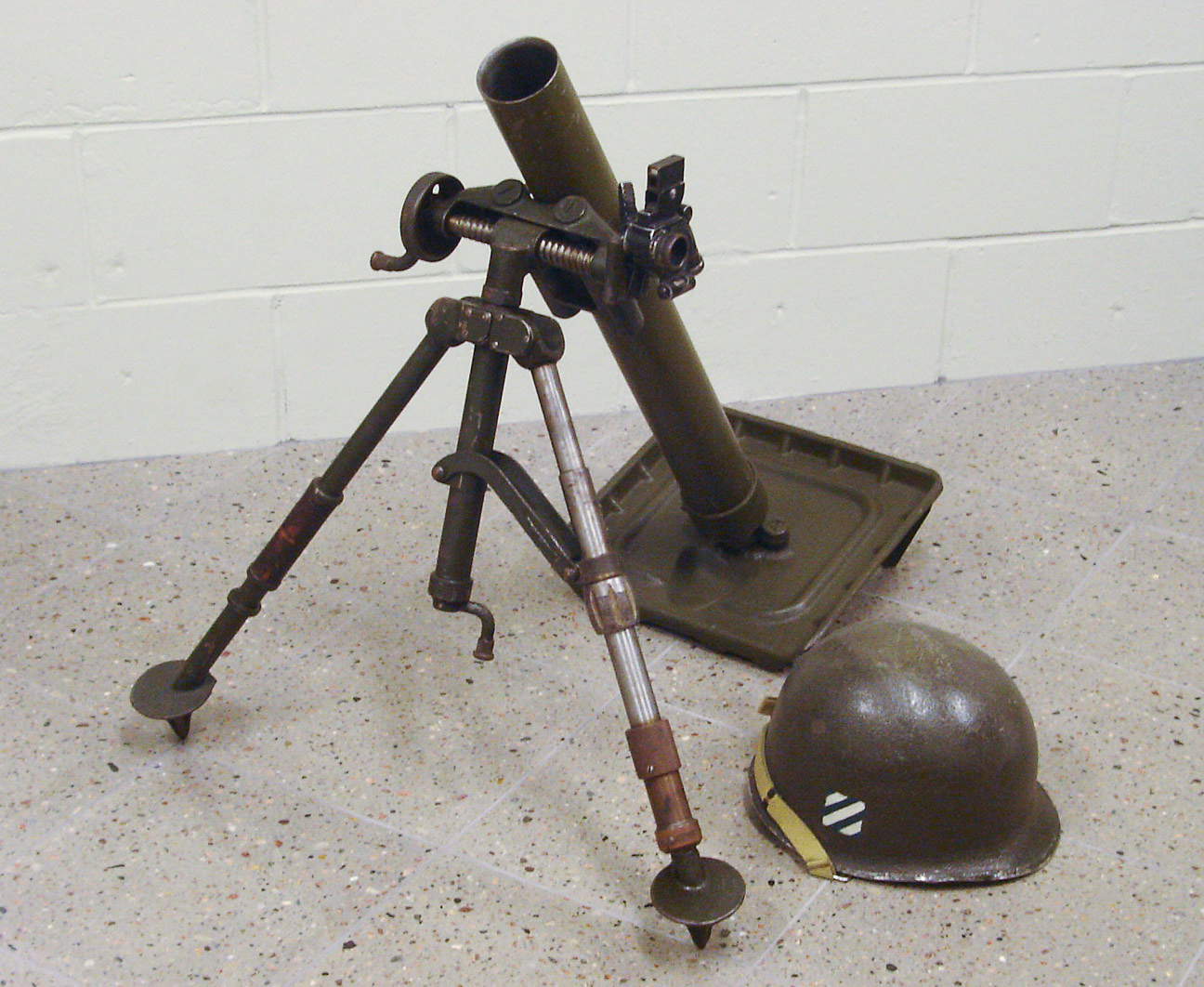
Moździerz M2, przykład współczesnej broni odprzodowej

Współcześnie w ujęciu cywilnym obserwuje się wzrost zainteresowania archaiczną strzelecką bronią odprzodową, wykorzystywaną do uprawiania sportu i rekreacji, co ma związek z ułatwieniami prawnymi względem jej posiadania. Przykładowo w Polsce Od 1 stycznia 2004 r. posiadanie czarnoprochowej broni odprzodowej (rozdzielnego ładowania) wyprodukowanej przed 1885 r. (lub jej repliki) nie wymaga pozwolenia na broń.

## Przykłady broni odprzodowej
- broń historyczna
  - strzelecka: muszkiet, arkebuz, bandolet, hakownica, karabin, półhak, petrynał
  - działa: bombarda, falkona, falkonet, kartauna, kolubryna, karonada
- broń współczesna: moździerz piechoty, granatnik podwieszany